# جوني هاميلتون
جوني هاميلتون (بالإنجليزية: Johnny Hamilton)‏ (22 يناير 1935 في المملكة المتحدة - 14 أغسطس 2013) هو لاعب كرة قدم بريطاني في مركز الهجوم. شارك مع منتخب اسكتلندا تحت 21 سنة لكرة القدم. أما مع النوادي، فقد لعب مع نادي واتفورد وهارت أوف ميدلوثيان وبيرويك راينجرز ورابطة كرة القدم الاسكتلندية الحادية عشر ‏.

## وصلات خارجية
- جوني هاميلتون على موقع قاعدة بيانات كرة القدم.إي يو (الإنجليزية)